# Adelactaeon amoenus
Adelactaeon amoenus is een slakkensoort uit de familie van de Amathinidae. De wetenschappelijke naam van de soort is voor het eerst geldig gepubliceerd in 1851 door Adams A..